# 甘荫塘站
甘蔭塘站是贵阳轨道交通3号线的地铁车站，位于中华人民共和国贵州省贵阳市南明区花溪大道与甘平路交叉口北侧，于2023年12月16日开通。

## 车站结构
甘蔭塘站沿花溪大道南北向设置，車站長210米，寬18.3米，为地下二层岛式站台车站，地下一层为站厅层，地下二层为站台层。
| 地面              | 出入口 | A、B、C出入口 |
| 地下一层          | 站厅   | 客服中心、自动售票机、验票机 |
| 地下二层          | 站台   | \| \| \| █ 3号线往洛湾（四方河（省中醫院）） \| \| 島式 · 開左邊车门 \| \| \| \| \| \| █ 3号线往桐木岭（省委党校）（中曹司） \| |
|                   |        | █ 3号线往洛湾（四方河（省中醫院））                                                                                             |
| 島式 · 開左邊车门 |        | |
|                   |        | █ 3号线往桐木岭（省委党校）（中曹司）                                                                                           |

## 车站出口
甘蔭塘站共设3个出口，各出口及周围设施如下所示：
| 编号                | 出入口信息         | 照片 | 无障碍设施 |
| ------------------- | ------------------ | ---- | ---------- |
| A · 出口            | 贵阳市第二十二中学 |      | 不適用     |
| B · 出口 · （设有） | 甘荫塘小学         |      |            |
| C · 出口 · （设有） | 诚景·尚城小区      |      |            |
| 图例： 设有         |                    |      |            |

## 接驳交通

### 公交车
- 二十二中站：609路
- 轨道甘荫塘站：5路、53路、202路、203路、204路、248路、254路、325路、609路、612路、支211路

## 车站历史
本站建设时期工程名为甘蔭塘站，开通前正式確定維持原站名。
- 2023年12月16日，车站随3号线一期工程通车开通[2]。